# Gibraltartunnel
| in Betrieb im Bau | geplant Studie |

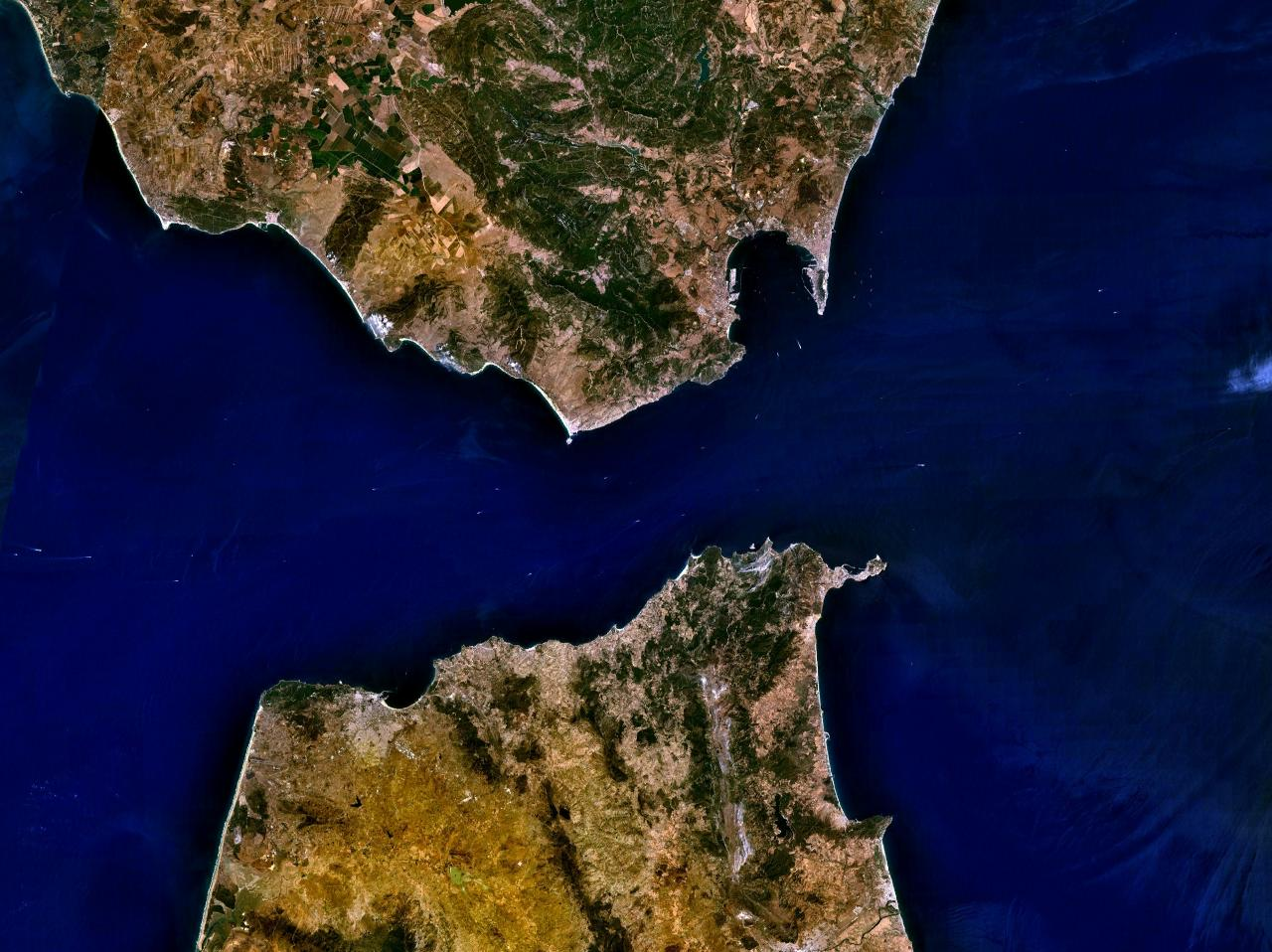
Straße von Gibraltar

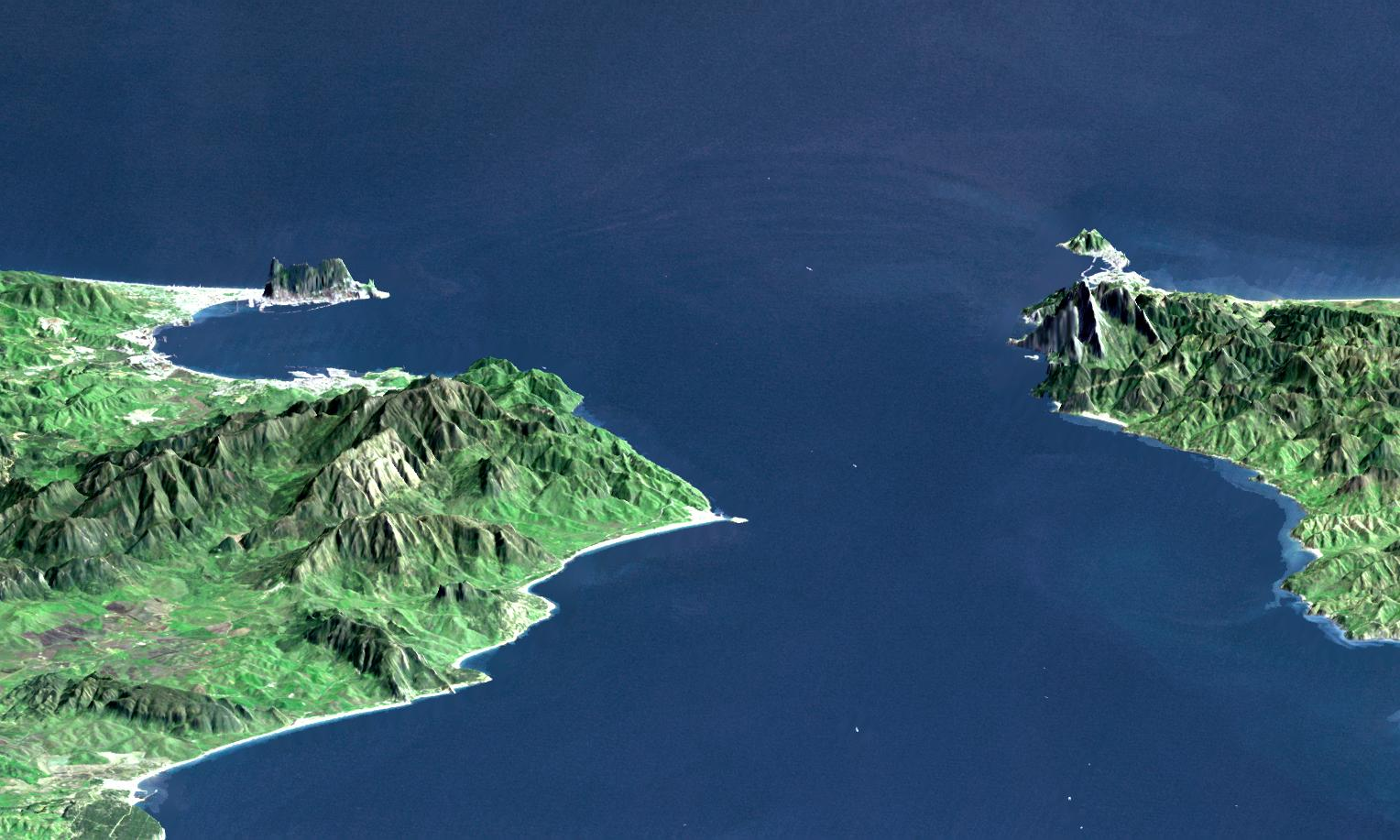
Reliefdarstellung der NASA (links Europa, rechts Afrika)

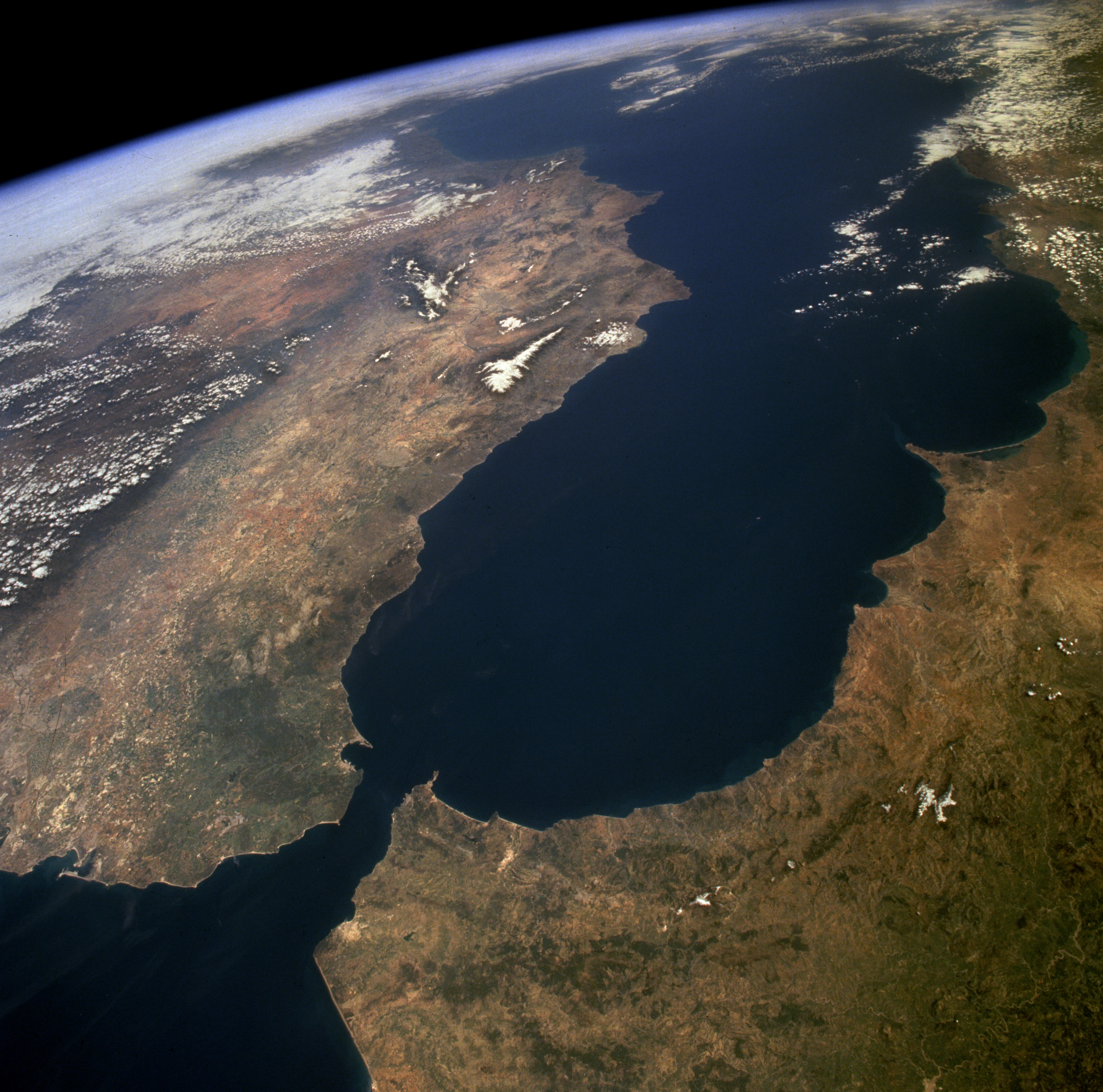
Satellitenaufnahme (links: Spanien, rechts: Marokko)

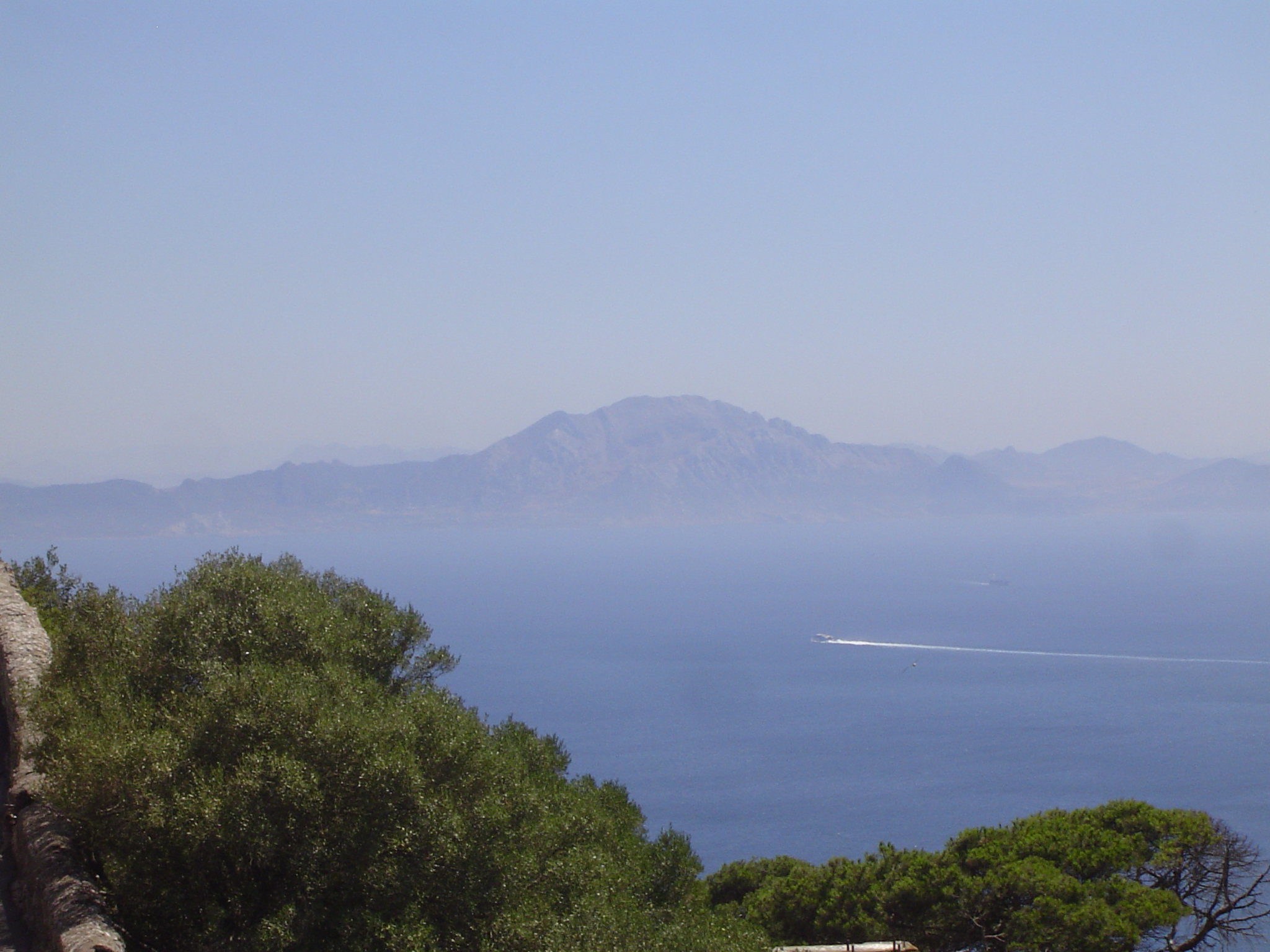
Panorama vom Gipfel des „Felsen von Gibraltar“ im britischen Überseegebiet Gibraltar. Die Berge von Marokko sind im Hintergrund zu sehen.

Karte des spanischen Hochgeschwindigkeitsnetzes (2022):

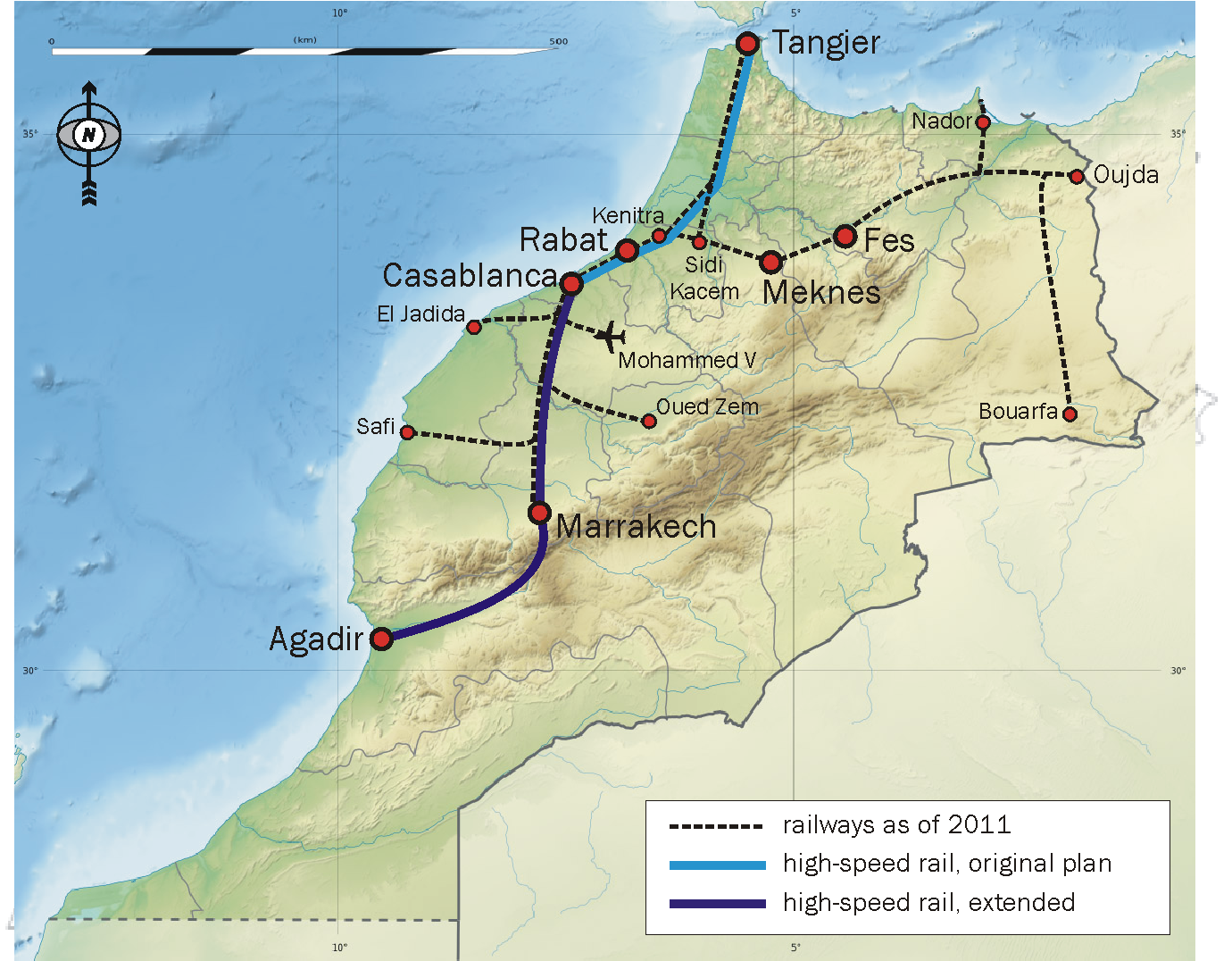
Marokkanisches Schienennetz

Der geplante Gibraltartunnel soll die Straße von Gibraltar in Form eines Eisenbahntunnels unterqueren. Damit würde die Meerenge zwischen Europa und Afrika bei Gibraltar verbunden.

## Tunnelprojekt
Im Dezember 2003 einigten sich Spanien und Marokko auf einem Gipfeltreffen, das erstmals 1980 diskutierte Projekt wiederaufzunehmen. Ein Budget von 27 Millionen Euro wurde für die Erstellung von Machbarkeitsstudien für einen zweiröhrigen Eisenbahntunnel mit einem Wartungstunnel zur Verfügung gestellt.
In einer dreijährigen Planungsphase sollte insbesondere eine geeignete Trasse gefunden werden. Der spanische Tunneleingang sollte 40 km westlich von Gibraltar, bei Punta Palomas, entstehen; das marokkanische Portal bei Tanger (bei Punta Malabata). SNED und SECEGSA gaben mehrere Meeresboden-Explorationen in Auftrag.
Am 31. Januar 2007 verabschiedete die Europäische Kommission „Leitlinien für den Verkehr in Europa und den Nachbarregionen“. Unter den fünf transnationalen Achsen als „Hochgeschwindigkeitsseewege“ befand sich die „Südwestachse“: „Verbindung der Südwestregion der EU mit der Schweiz und Marokko, mit Anbindung an den transmaghrebinischen Korridor durch Marokko, Algerien und Tunesien sowie dessen Verlängerung nach Ägypten“. Nach einem Bericht von orf.at hat Marokko dazu seine Pläne für einen Gibraltartunnel eingebracht. Den Planungswettbewerb für den Tunnel gewann 2006 Giovanni Lombardi.
Die spanische und die marokkanische Regierung haben einen gemischten Ausschuss ernannt, um die Machbarkeit der Verbindung der beiden Kontinente zu untersuchen. Dies resultierte im EUROMED-Transport-Projekt von 2003 bis 2009.
2008 ergaben geologische Explorationen Zweifel an der Praktikabilität. Im März 2009 wurde allerdings ein Vertrag geschlossen über ein gemeinsames Projekt zwischen der marokkanischen „Société Nationale d’Etudes du Détroit de Gibraltar" (SNED) und der spanischen "Sociedad Española de Estudios para la Comunicación Fija a través del Estrecho de Gibraltar SA“ (SECEGSA).
Die Idee eines Tunnels für Kraftfahrzeuge wurde aufgrund der derzeit sehr schwierigen ingenieurtechnischen Herausforderung bezüglich der Belüftung mit Entfernung der Abgase aus dem Tunnel verworfen. Die Tiefe der Meerenge beträgt circa 900 Meter auf dem kürzesten Weg, aber nur etwa 300 Meter etwas weiter westlich, wo die europäische und die afrikanische Platte aufeinandertreffen. Die kürzeste Verbindung ist circa 14 Kilometer lang. Doch die vorgeschlagene Route, die westlich von Tarifa bis östlich von Tanger verläuft, ist 23 Kilometer lang, da sie nicht gerade verläuft. Sie entspricht in etwa der Positionierung, wo auch Herman Sörgel den Staudamm für sein monumentales Atlantropa-Projekt geplant hatte.
Der Tunnel würde voraussichtlich circa 34 km lang werden. Eine zusätzliche Bahnlinie wäre nötig, um das spanische Ende des Tunnels in der Nähe von Tarifa mit Algeciras zu verknüpfen, wo die Talgo-Verbindung derzeit endet.
Das Projekt würde von zwei öffentlich-rechtlichen Unternehmen, SECEGSA in Spanien und SNED in Marokko, mit Unterstützung der Europäischen Union finanziert werden. Es ist noch nicht klar, ob dies ein EUROMED-Projekt oder ein kommerzielles Konsortium sein wird.
Ein Bericht über die Machbarkeit des Tunnels wurde von der Europäischen Union im Jahr 2009 vorgestellt. Es gibt bisher keine offiziellen Zahlen über die Kosten des Projekts. Doch geschätzt belaufen sie sich auf mindestens fünf Milliarden Euro. Der vorgeschlagene Eisenbahntunnel wäre rund 39 km lang und würde das Mittelmeer in einem Abschnitt durchqueren, der nur rund 300 m tief ist. Der Bau würde circa 15 Jahre dauern. In Marokko würde der Tunnel an die Schnellfahrstrecke Tanger–Kenitra angeschlossen, die im Jahr 2018 eröffnet wurde.
Ein früherer Plan war, die beiden Kontinente über die schmalste Stelle der Meerenge zu verbinden. Aber diese Idee wurde verworfen, da der Tunnel circa 900 Meter tief gewesen wäre. Der bisher tiefste Unterwasser-Tunnel, der Ryfylketunnel, verläuft 292 m unter dem Meeresspiegel. Es müssten wie beim Eurotunnel auch Terminals für die Verladung von Kraftfahrzeugen gebaut werden.
Im Jahr 2013 wurde von spanischen, marokkanischen und anderen europäischen Politikern die Notwendigkeit der Realisierung des Gibraltartunnels bekräftigt, auch hier ging man von Kosten in Höhe von etwa 5 Milliarden Euro aus.
Im Februar 2023 beschlossen die marokkanische und die spanische Regierung nach einem hochrangigen bilateralen Treffen, das Projekt für den Unterwasser-Eisenbahntunnel neu zu starten.

## Anbindung an den Schienenverkehr in Spanien
Ende 2010 erreichte das spanische Hochgeschwindigkeitsnetz (AVE-Netz) eine Gesamtlänge von 2056 km und ist damit das längste Hochgeschwindigkeitsbahnnetz Europas.

## Anbindung an den Schienenverkehr in Marokko
Zusätzlich zum bereits existierenden Schienenverkehr in Marokko werden für das Hochgeschwindigkeitsnetz zwei TGV-Linien gebaut: von Tanger über Rabat, Casablanca und Marrakesch nach Agadir und von Rabat über Fès nach Oujda.
Als erste Strecke wurde Tanger–Casablanca im November 2018 in Dienst genommen, wobei zwischen Tanger und Kenitra 320 km/h gefahren wird. Alstom liefert dazu 14 TGV-Duplex-Züge an die Office National des Chemins de Fer (ONCF).

## Alternatives Brückenprojekt
Seit etlichen Jahren werden Pläne zum Bau einer Brücke erstellt, um Afrika und Europa zu verbinden. Dies wäre eine der längsten Brücken der Welt. Besondere Anforderungen würden neben der Länge unter anderem die tektonischen Gegebenheiten und der Schutz der Pfeiler vor Schiffskollisionen an die Konstrukteure stellen.
Mehrere Ingenieure haben Entwürfe für eine Brücke über die Straße von Gibraltar mit verschiedenen Ausrichtungen und mit unterschiedlichen strukturellen Konfigurationen angefertigt.
T.Y. Lin schlug eine Brücke zwischen Punto Oliveros und Punto Cires vor, die mit einer Länge von 14 Kilometern, tiefen Pfeilern, circa 1000 m hohen Türmen und 5000 m Spannweite weit über die längste gebaute Brücke hinausgehen würde.
Im Jahr 2004 veröffentlichte Architekt Eugene Tsui sein Konzept einer schwimmenden Brücke und versenkten Tunneln, mit einer drei Meilen breiten schwimmenden Insel in der Mitte der Straße von Gibraltar.
Autor Arthur C. Clarke beschrieb eine Brücke über die Meerenge in seinem 1979 erschienenen Science-Fiction-Roman „Fahrstuhl zu den Sternen“.

## Alternatives Staudamm-Projekt
Ein unrealistischeres Projekt ist der Bau eines Staudammes quer durch die Straße von Gibraltar. Der Plan geht auf den deutschen Architekten Herman Sörgel zurück, der dieses unter dem Namen Atlantropa bekannt gewordene Projekt zeit seines Lebens geplant und verfolgt hat. Es sah vor, in der Straße von Gibraltar einen gigantischen Staudamm zu errichten, was ein Absinken des Meeresspiegels im Mittelmeer um zirka 100 bis 200 Meter zur Folge gehabt hätte. Vorrangiges Ziel dieses generationenübergreifenden Projektes sollte es sein, Neuland und Energie für Europa und die afrikanischen Mittelmeeranrainerstaaten im Überfluss zu gewinnen. Das Projekt hätte den bestehenden Kolonialismus gefestigt im Sinne eines rassistischen Menschenbildes. Ein ähnliches Projekt für einen teilweisen Staudamm wurde 1997 gefordert, um den Klimawandel durch Strömungsumleitung im Atlantik abzumildern.